# بلاد صاد
بلاد صاد روايةللكاتب المغربي عبد الإله بن عرفة هي عمل أدبي يستلهم رحلة أبي الحسن الششتري إلى أرض نورانية أسطورية، موظفًا لغة صوفية وموروث ألف ليلة وليلة والعجائبية، للكشف عن أسرار الوجود والنفس. تنتهي الرحلة بتحقق العارف في مقام "الإنسان الكامل" الذي يحكم بالعدل. 

## أحداث الرواية
رواية بلاد صاد للكاتب المغربي عبد الإله بن عرفة تسرد رحلة روحية وفكرية يخوضها أبو الحسن الششتري، الأمير الشاعر والفقيه المتجرد، الذي يهاجر من الأندلس والمغرب إلى الشرق بحثًا عن الحقيقة والمعرفة. تتداخل في الرواية عناصر التاريخ والخيال والأسطورة، حيث يسعى البطل إلى جمع "السمسمات السبع" والدخول إلى "بلاد صاد"، وهي أرض رمزية تمثل النور والصفاء الروحي. خلال رحلته، يواجه تحديات وجودية ويكتشف أسرار النفس والكون، في إطار سرد عرفاني يستلهم التراث الصوفي ويعيد تأويله بلغة شعرية وتأملية. الرواية تُعدّ تأملًا في الإنسان الكامل، وتطرح أسئلة عميقة حول الحب الإلهي، والعدل، والمعرفة، في سياق يجمع بين العجائبية والرمزية الفلسفية

## شخصيات الرواية
- أبو الحسن الششتري: البطل المحوري، أمير وشاعر وفقيه متجرد، يخوض رحلة من الأندلس إلى الشرق بحثًا عن الحقيقة الروحية وجمع "السمسمات السبع".
- الشيخ المرشد: شخصية رمزية تمثل الحكمة والتوجيه الروحي، يساعد الششتري في فهم أسرار الطريق.
- السمسمات السبع: ليست شخصيات بالمعنى التقليدي، بل رموز روحية تمثل مراحل في تطور النفس والمعرفة.
- المرأة الحكيمة: تظهر في لحظات مفصلية لتقديم رؤى عميقة حول الحب والمعرفة.
- السلطان الظالم: يمثل السلطة الدنيوية التي تعيق السالك عن بلوغ الحقيقة.
- الرفاق في الطريق: مجموعة من الشخصيات التي ترافق البطل في رحلته، ولكل منهم تجربة روحية مختلفة.

## اقتباسات من الرواية
"الرحلة ليست في المكان، بل في القلب الذي يسعى إلى النور."
"من لا يعرف الحب، لا يعرف الطريق إلى الله."

"بلاد صاد ليست أرضًا تُرى، بل حالٌ يُعاش."

## أسلوب الرواية
تتميز رواية بلاد صاد لعبد الإله بن عرفة بأسلوب عرفاني يمزج بين اللغة الشعرية والتأملات الفلسفية، حيث يوظف الكاتب تقنيات السرد الصوفي والعجائبي لتجسيد رحلة روحية نحو المعرفة والحقيقة. يعتمد الأسلوب على الرمزية والتناص مع التراث الإسلامي، بما في ذلك القرآن الكريم والحديث الشريف، ويستحضر عناصر من ألف ليلة وليلة والأساطير الشرقية. كما يتسم النص باستخدام لغة نورانية غنية بالدلالات، تهدف إلى بناء عالم تخييلي يعكس تطور النفس البشرية وسعيها نحو الكمال، مما يجعل الرواية نموذجًا للرواية العرفانية التي تعيد تأويل المفاهيم الدينية والوجودية في إطار سردي معاصر

## النقد والاستقبال
تلقت رواية «بلاد صاد» لعبد الإله بن عرفة تقديراً خاصاً ضمن ما بات يُعرف بـ "الرواية العرفانية"، حيث أشادت الأوساط الأكاديمية ومتابعو التجربة الروائية بتوظيفه للخطاب الصوفي واللغة العرفانية كأسلوب سردي يخلق عالماً أسطورياً يمزج بين الرحلة الروحية والذاكرة التاريخية. وقد برز الباحثون – لا سيما سليمة عشو في دراستها "توظيف العرفان في رواية بلاد صاد" (آفاق علمية / العلوم الاجتماعية، 2021) – في إبراز غنى الرموز القرآنية والعجائبية واستدعاء التراث مثل مخطوطة ألف ليلة وليلة ضمن بناء سردي يقود العارف إلى "بلاد النور" عبر لغة ترتكز على التأويل والنورانية . وقد اعتبرت بعض المنابر الفكرية هذه التجربة جزءًا أصيلاً من مشروع "الرواية العرفانية" الذي يُعدّ فريداً في المشهد الأدبي المغربي، وتُكرّس الرؤية النورانية للكتابة بوصفها خلق أدبي جديد يستلهم الجذور الإسلامية؛ وقد نُظّم في هذا السياق كتاب جماعي حول هذا المشروع الروائي ضمن أعمال ندوة "الرواية العرفانية في تجربة عبد الإله بن عرفة" التي أشادت بجديته الإبداعية والاستعارات البنيوية التي تنسج بين الجمال والروحانية